# Brodec
Brodec (en allemand : Brodetz) est une commune du district de Louny, dans la région d'Ústí nad Labem, en République tchèque. Sa population s'élevait à 82 habitants en 2021.

## Géographie
Brodec se trouve à 7 km au sud de Louny, à 45 km au sud-ouest d'Ústí nad Labem et à 52 km au nord-ouest de Prague.
La commune est limitée par Líšťany et Louny au nord, par Smolnice et Nová Ves à l'est, par Vinařice et Ročov au sud, par Zbrašín à l'ouest.

## Histoire
La première mention écrite incontestée de Brodec date de 1373.

## Transports
Par la route, Brodec se trouve à 9 km de Louny, à 61 km d'Ústí nad Labem  et à 63 km de Prague.